# Phylloscopus olivaceus
Phylloscopus olivaceus là một loài chim trong họ Phylloscopidae.